# Rewrite
Rewrite (Nhật: リライト Hepburn: Riraito, tạm dịch: Viết lại) là một visual novel Nhật Bản phát triển bởi Key, một thương hiệu thuộc Visual Art's. Trò chơi phát hành ngày 24 tháng 6 năm 2011 trên hệ điều hành Windows của máy tính cá nhân (PC), phù hợp với mọi lứa tuổi. Rewrite là trò chơi thứ chín của Key, sau nhiều tác phẩm nổi tiếng khác như Kanon, AIR và CLANNAD. Key phát hành thêm một fan disc với nội dung mở rộng cốt truyện trong nguyên tác mang tựa Rewrite Harvest festa! vào ngày 27 tháng 7 năm 2012 cũng trên Windows. Rewrite sau đó ra mắt bản tương thích với các hệ máy cầm tay PlayStation Portable, PlayStation Vita, PlayStation 3 và PlayStation 4; ngoài ra phiên bản PlayStation Vita cho Harvest festa! cũng được sản xuất. Phiên bản tiếng Anh phân phối toàn cầu qua nền tảng Steam trên Windows do Sekai Project thực hiện đã phát hành vào năm 2021; họ cũng sẽ phát hành bản tiếng Anh của Harvest festa!. Câu chuyện xoay quanh cuộc sống của Tennouji Kotarou, một nam sinh có những khả năng phi thường cùng điều tra những điều huyền bí, siêu nhiên với năm nữ sinh học cùng trường. Quá trình điều tra đã kéo anh vào vòng xoáy một cuộc chiến giữa những triệu hồi sư sứ ma và những siêu năng lực gia đang tìm kiếm một cô gái tên là Kagari, người được ví như chiếc chìa khóa mở ra sự sống thông minh hoặc hủy diệt sự sống này trên Trái Đất. Cốt truyện của Rewrite đề cập đến nhiều học thuyết phức tạp như thuyết tiến hóa và thuyết đa thế giới, nổi bật lên thông điệp bảo vệ môi trường và sự sống của hành tinh.
Lối chơi của Rewrite đi theo một cốt truyện phân nhánh có tính tương tác với nhiều kịch bản và chủ yếu đi sâu vào nội tâm của sáu nhân vật nữ chính. Có những minigame và nhiệm vụ được thêm vào suốt quá trình chơi, và người chơi phải vượt qua toàn bộ chúng mới có thể xem là hoàn thành xong visual novel. Visual novel này cũng là dự án lớn đầu tiên của Key không có sự tham gia của nhà văn Maeda Jun, và người viết chính thay thế ông là Tanaka Romeo. Một đoạn video anime do White Fox sản xuất đã được dùng để quảng bá và đưa vào trong chính tác phẩm. Hai sự kiện lớn ở Akihabara được Key tổ chức nhằm giới thiệu visual novel rộng rãi trước công chúng. Có năm manga được chuyển thể từ Rewrite xuất bản bởi ASCII Media Works và Ichijinsha. Các hợp tuyển manga, light novel, drama CD, phát thanh internet và một artbook cũng được phát hành, cùng nhiều album âm nhạc khác. Một chuyển thể anime truyền hình dài 24 tập, được sản xuất bởi hãng phim 8bit và do Tanaka Motoki làm đạo diễn, đã phát sóng từ tháng 7 năm 2016 đến tháng 3 năm 2017.
Rewrite đứng đầu danh sách PC game bán chạy nhất toàn Nhật Bản vào thời điểm ra mắt, và hai lần nằm trong tốp 50 toàn quốc sau đó. Fan disc của nó cũng giữ ngôi vị đầu bảng doanh số ngay tháng đầu phát hành. Tác phẩm nhận được những đánh giá tích cực từ các nhà phê bình và nhà biên kịch cùng ngành. Do khác biệt trong nhân sự chế tác và nhóm phát triển đề ra mục tiêu thử thách với thể loại mới không giống phong cách trò chơi truyền thống của Key, Rewrite được nhận xét là đã dựng nên bầu không khí u ám và nặng tính triết lý, ẩn bên dưới lớp vỏ ngoài dễ thương. Những đánh giá khác cho rằng tác phẩm chưa triển khai hết được tiềm năng vốn có trong cốt truyện, và các phần truyện thiếu sự liên kết. Một trong các tác giả của Key nhìn nhận Rewrite như trò chơi mở rộng hơn nữa khả năng của họ, giúp công ty dễ dàng đạt đến các mục tiêu phát triển game mới về sau.

## Cách chơi

Một đoạn hội thoại thường gặp giữa người chơi (Kotarou) và nhân vật Kotori trong visual novel Rewrite.

Rewrite là một visual novel lãng mạn và kỳ ảo mà trong đó người chơi sẽ vào vai Tennouji Kotarou. Gần như toàn bộ thời gian chơi chỉ là đọc những lời tự sự và hội thoại. Văn bản trong trò chơi thường kèm theo một sprite (立ち絵 tachi-e) nhân vật, đại diện cho người mà Kotarou đang giao tiếp, trên một họa nền; sprite có thể thay đổi thường xuyên theo biểu cảm nhân vật. Người chơi sẽ bắt gặp những CG artwork ở một số thời điểm trong kịch bản, khi đó họa nền và sprite nhân vật được thay thế bởi một họa phẩm riêng biệt, tùy tình huống. Sau khi trò chơi được hoàn thành ít nhất một lần, một tùy chọn đến trang trưng bày CG và chơi các bản nhạc nền sẽ hiện ra trên màn hình tiêu đề game. Rewrite đi theo một cốt truyện phân nhánh với nhiều cái kết khác nhau, và tùy thuộc vào những quyết định người chơi thực hiện trong suốt quá trình thưởng thức mà kịch bản sẽ tiến triển theo một hướng cụ thể.
Có tám mạch kịch bản chính để người chơi trải nghiệm, trong đó ba kịch bản sẵn có và năm kịch bản chỉ xuất hiện về sau. Visual novel thường cung cấp những tùy chọn để người chơi lựa chọn xuyên suốt kịch bản, và văn bản sẽ tạm ngưng không chạy tiếp cho đến khi người chơi đã đưa ra quyết định của mình. Đôi khi những quyết định này có thể kéo cả trò chơi đến kết thúc sớm, theo đó game sẽ đi theo một kịch bản có kết thúc phụ khác với cái kết thật sự. Để đọc được toàn bộ nội dung visual novel, người chơi phải chơi lại nhiều lần, mỗi lần lại đưa ra các lựa chọn khác nhau để câu chuyện đi tiếp theo một hướng khác. Kịch bản của ba nữ chính: Kotori, Chihaya và Lucia, sẽ hiện sẵn trong lần chơi đầu tiên. Để bước vào phần truyện của Shizuru, phần của Kotori phải được hoàn thành trước. Tương tự, để đến được kịch bản của Akane, người chơi phải đi hết mạch truyện của Chihaya. Sau khi người chơi đã đọc hết kịch bản của năm nữ chính trên, một phần mới gọi là Moon sẽ hiện ra. Và khi đã đọc xong Moon, đến lượt phần Terra được mở, đóng vai trò như một kết thúc thật sự; cả Moon và Terra đều xoay quanh nữ chính chủ chốt của Rewrite, Kagari.
Xen lẫn lối chơi thông thường, người chơi còn tiếp xúc với những minigame thông qua một hệ thống GPS trong game gọi là Mappie, bằng cách trỏ và nhấp chuột trên bản đồ. Trong hầu hết trường hợp, người chơi có thể chọn tự động lướt nhanh Mappie, nhưng đôi khi họ buộc phải vượt qua minigame này thì mới sang các sự kiện tiếp theo được. Trong hệ thống Mappie, người chơi có thể gặp gỡ nhiều người mà sẽ trở thành bạn của Kotarou, và một số người và vật dụng trong đó có thể dẫn đến những nhiệm vụ để người chơi hoàn thành. Tên những người bạn mà người chơi gặp qua và các nhiệm vụ đã hoàn thành sẽ được ghi lại trong chức năng Memory, có vai trò như cuốn từ điển bách khoa của các sự kiện. Nếu người chơi có thể hoàn thành hết 31 nhiệm vụ, một kịch bản phụ bổ sung gọi là Oppai (おっぱい Vú) sẽ được mở. Oppai là một nhánh tách ra từ mạch truyện của Akane, nó chỉ là một phần hài hước không ảnh hưởng gì đến cốt truyện tổng thể. Bánh răng và kim quay ở góc trái trái màn hình trò chơi biểu hiện cho năng lực Rewrite của Kotarou. Kim dịch tới mỗi khi năng lực này được sử dụng, và tùy thuộc vào số lần kim quay mà dẫn đến một số phân cảnh nhất định. Trong gần như toàn bộ trò chơi, văn bản được hiển thị trong một hộp thoại bên dưới màn hình, nhưng khi đã bước vào phần Terra, văn bản sẽ được phủ lên toàn màn hình.
Trong Rewrite Harvest festa!, có sáu kịch bản riêng dành cho mỗi nữ chính. Ban đầu người chơi có thể bước vào các phần truyện của Kotori, Chihaya và Lucia từ màn hình lựa chọn nhân vật. Khi ba kịch bản này được hoàn thành, mạch truyện của Akane và Shizuru sẽ mở, và sau khi người chơi đọc xong hai kịch bản này, đến lượt mạch truyện của Kagari hiện ra. Sau khi hoàn thành mạch truyện của Kagari, người chơi có thể trải nghiệm một minigame nhập vai thuộc thể loại khám phá dungeon gọi là Rewrite Quest.

## Tổng quan

### Thiết lập
Phần chính trong cốt truyện của Rewrite diễn ra tại thành phố hư cấu Kazamatsuri ở Nhật Bản. Nhờ đẩy mạnh chính sách trồng cây và gây rừng mà cả thành phố biến thành một thiên đường xanh mát với thảm thực vật trải dài. Nam chính Tennouji Kotarou và những bạn bè của anh cùng sinh hoạt trong Câu lạc bộ Nghiên cứu Những điều huyền bí của một trường cao trung ở Kazamatsuri, và các nhân vật dành nhiều thời gian bên nhau trong phòng câu lạc bộ. Bên ngoài ngôi trường, những địa điểm thường xuyên xuất hiện là khu rừng bao quanh Kazamatsuri và nhà của Kotarou. Trong câu chuyện, Kotarou bắt gặp một không gian khác của Kazamatsuri, tại đây vạn vật mang vẻ cô tịch và bầu trời có màu xám tro. Có rất nhiều lối vào không gian này rải rác khắp thành phố. Đó là một thế giới bí mật do Gaia dựng nên, một môi trường bền vững tồn tại để hỗ trợ sự sống. Khi câu chuyện diễn ra trên Mặt Trăng, có một ngọn đồi ngập tràn hoa cúc trắng thể hiện rõ nét một Kazamatsuri bị tàn phá giữa màn đêm vô tận. Ngọn đồi này xuất hiện lại trên Trái Đất trong khu rừng Kazamatsuri.
Tại Kazamatsuri đang diễn ra một cuộc chiến tranh ngầm được xúc tiến bởi hai thế lực chính: Gaia và Guardian. Gaia, một tổ chức nằm dưới sự bảo trợ của hội bảo vệ môi trường Martel, trong đó phần lớn là những người mang tư tưởng đoạn diệt và chán ghét nhân loại có khả năng lập khế ước với sứ ma, được triệu hồi nhờ tích tụ sinh lực (hay năng lượng sống) của những triệu hồi sư. Bản thân Martel từng là nhà thờ nuôi dưỡng một nhóm thánh nữ gồm những cô gái mắc chứng khuyết tật phát triển, được đào tạo để có thể cùng xướng lên bài ca tận thế nhằm đưa Trái Đất đến hồi diệt vong. Guardian chống lại sự tàn phá của sứ ma, họ có một lực lượng gần như đều là con người sở hữu những quyền năng đặc biệt. Gaia và Guardian đặt chân đến Kazamatsuri để truy bắt một sứ ma của Trái Đất tên là Kagari, có hình dạng như một thiếu nữ đang ở lứa tuổi cao trung. Kagari, nhân vật nữ chính chủ chốt của Rewrite, có khả năng khởi động một tiến trình tái tiến hóa theo chu kỳ,[a] nhằm tái tạo lại nền văn minh nhân loại. Tuy nhiên, tiến trình này chỉ có thể hoàn tất nhờ sử dụng năng lượng Trái Đất, và vào thời điểm mà các sự kiện trong Rewrite xảy ra, không có đủ năng lượng hiện hữu để có thể khởi động thêm một tiến trình tái tiến hóa nào khác.[e] Gaia muốn thao túng Kagari để đảm bảo rằng nhân loại sẽ bị hủy diệt, nhưng Guardian quyết tâm tìm ra Kagari để giết chết cô, với hy vọng sự sống trên hành tinh này sẽ được tiếp diễn.

### Nhân vật chính
Người chơi sẽ vào vai Tennouji Kotarou, nam chính của Rewrite. Anh là học sinh cao trung năm thứ hai có óc khôi hài và dễ hòa đồng với mọi người. Kotarou là một siêu nhân sở hữu hai năng lực chính là Rewrite và Aurora. Rewrite cho phép anh tái cấu trúc và chỉnh sửa đến mức vô tận bất kỳ bộ phận nào trên cơ thể, bao gồm cả máu, nhằm giúp bản thân trở nên mạnh mẽ hay nhanh nhẹn hơn. Mỗi lần Kotarou sử dụng năng lực Rewrite, anh cũng đồng thời làm hao tổn sinh lực của chính mình và ngày càng bị tiến gần hơn đến hình thái sứ ma. Aurora chuyển hóa năng lượng của anh để sinh ra các loại vũ khí như một thanh kiếm hoặc móng vuốt. Kotarou được mời vào Câu lạc bộ Nghiên cứu Những điều huyền bí của trường bởi hội trưởng Senri Akane, đang học năm thứ ba và được các học sinh khác biết đến như một "Phù thủy trường học" do sự huyền bí tự nhiên của cô. Là một trong những nữ chính của tác phẩm, thoạt đầu Akane không mấy quan tâm đến những vấn đề siêu nhiên của Kotarou mà cô khẳng định là mình hoàn toàn không tin, nhưng về sau chuyện bản thân cô là một triệu hồi sư cấp cao trong hàng ngũ Gaia được sáng tỏ. Akane cũng mời Ohtori Chihaya vào câu lạc bộ, đó là một nữ sinh mới chuyển đến lớp của Kotarou. Chihaya có thể lực rất tốt, nhưng khá vụng về. Chihaya, cũng là một nữ chính trong tác phẩm, luôn được bảo bọc từ nhỏ đến lớn và hiện đang sống cùng quản gia Ohtori Sakuya, người ra vẻ như là anh trai cô tại trường. Cũng như Akane, Chihaya là thành viên của Gaia và là một triệu hồi sư.
Kotarou mời ba cô gái khác tham gia Câu lạc bộ Nghiên cứu Những điều huyền bí, cũng là ba nữ chính. Người thứ nhất là Kanbe Kotori, cô bạn từ thuở nhỏ đang học chung lớp với Kotarou, nhưng ngoài anh ta ra cô có rất ít bạn thân và chỉ chịu chăm chỉ đến trường sau khi tham gia câu lạc bộ. Cô rất hiếu động và nuôi một chú chó vô cùng khỏe là Chibi-Moth. Dù cũng là một triệu hồi sư nhưng Kotori lại không có mối liên hệ nào với Gaia hay Guardian, thay vào đó cô là giáo sĩ trong một giáo phái cổ xưa của những triệu hồi sư gọi là Druid, những người tôn kính thiên nhiên và bảo vệ Kagari bằng sứ ma, cho đến khi Kagari sẵn sàng đưa ra quyết định khởi động tiến trình tái tiến hóa. Do Kotori đã lập khế ước với Druid thông qua một cây tầm gửi thần kỳ chứa đựng sức mạnh của giáo sĩ, cũng như việc tìm thấy một hố năng lượng sống trong rừng, cô có thể tự do tạo ra sứ ma mà không cần phải đánh đổi bằng sinh lực của bản thân. Kotarou gặp một học sinh năm nhất nhút nhát tên là Nakatsu Shizuru, đang là thành viên của Ủy ban Kỷ luật nhà trường, có thính giác, thị giác và khả năng đọc môi siêu đẳng. Bị mắc chứng loạn sắc tố, Shizuru phải đeo một miếng vá trắng che mắt phải màu vàng khiến cô rất ngượng ngùng khi giao tiếp; mắt trái của cô màu xanh lam. Shizuru là người của Guardian, cô có năng lực sản sinh những vật chất sinh hóa bên trong cơ thể và dùng nó để tự chữa trị vết thương của mình hay những người khác, đồng thời gây bất hoạt và xóa trí nhớ đối phương. Shizuru tham gia câu lạc bộ cùng người bạn thân của cô là Konohana Lucia, lớp trưởng của Kotarou. Lucia dễ dàng bị những trò đùa của đám con trai làm kích động và thường đấm Kotarou nhừ tử mỗi khi bị anh chọc ghẹo. Cô bị sự sạch sẽ ám ảnh và luôn luôn mang găng tay. Giống Shizuru, Lucia là thành viên của Guardian có năng lực tạo ra khí và mủ kịch độc do hậu quả từ một thí nghiệm của Guardian, khiến cô luôn phải dùng thuốc áp chế. Lucia cũng gây bước sóng hủy diệt lên những đối tượng mà cô chạm vào và làm vỡ kính từ khoảng cách xa. Ngoài những năng lực đặc hữu của riêng, cả Lucia và Shizuru đều có tốc độ, sức bật và phản xạ phi thường.

### Cốt truyện
Cốt truyện của Rewrite xoay quanh nhân vật chính Tennouji Kotarou, một nam sinh cao trung đang sống ở thành phố Kazamatsuri, và câu chuyện khởi đầu từ ngày 3 tháng 10 năm 2010 trên Mặt Trăng. Kotarou rất hứng thú với những điều kỳ bí tại Kazamatsuri, đặc biệt là các ghi nhận về những động vật bí ẩn chưa được biết đến, đồng thời dành thời gian bên năm cô bạn cùng thuộc Câu lạc bộ Nghiên cứu Những điều huyền bí của trường: Kanbe Kotori, Ohtori Chihaya, Nakatsu Shizuru, Konohana Lucia và hội trưởng câu lạc bộ Senri Akane. Các thành viên câu lạc bộ trải qua những tháng ngày vui tươi, thanh bình, cùng nhau khám phá những bí ẩn siêu nhiên của thành phố Kazamatsuri. Trong khoảng thời gian này, Kotarou nảy sinh tình cảm với từng nhân vật nữ tùy theo từng mạch truyện phân nhánh được dẫn dắt bởi sự lựa chọn của người chơi. Các kịch bản đó đại diện cho những dòng thời gian khác nhau trong một cuộc chiến khốc liệt giữa Gaia và Guardian,[b] mỗi dòng thời gian đều ẩn chứa những gợi ý rằng nhân loại không thể tránh khỏi họa diệt vong. Bên cạnh đó, quá khứ đau đớn và thân phận thật sự của các nữ chính cũng được hé lộ.
Sau khi các mạch truyện của năm nữ chính được hoàn thành, câu chuyện chuyển sang một thiết lập có bối cảnh Kazamatsuri đã bị tàn phá, trong một thế giới vừa trải qua tiến trình tái tiến hóa. Kotarou gặp Kagari của Mặt Trăng[c] trên ngọn đồi hoa cúc. Kotarou vào thời điểm này là một thực thể thống nhất của tất cả các "Kotarou" từ tất cả dòng thời gian khác nhau mà ở đó nhân loại bị diệt vong và anh vẫn còn nắm giữ những ký ức về các sự kiện này. Kagari của Mặt Trăng đang cố gắng tìm ra cách giúp Trái Đất và nhân loại thoát khỏi sự hủy diệt,[d] và Kotarou nỗ lực để tìm hiểu cũng như giúp đỡ cô trong khi vẫn phải chiến đấu chống lại hàng đoàn quái vật được Kashima Sakura của Gaia triệu hồi với quyết tâm tiêu diệt nhân loại bằng cách giết cho được Kagari. Kotarou và các nữ chính cùng hợp lực bảo vệ Kagari, trong khi cô cố gắng thực hiện kế hoạch duy trì sự tồn tại của nhân loại bằng cách truyền sinh lực của Mặt Trăng trở về Trái Đất. Trong quá khứ, Trái Đất đã giải phóng nguồn năng lượng này lên Mặt Trăng, tạo ra nền văn minh Mặt Trăng.[e] Vẫn còn lại vừa đủ năng lượng và tài nguyên để khởi động một tiến trình tái tiến hóa sau cùng.
Vào trước thời điểm xảy ra câu chuyện của Rewrite, Kotarou từng là một thành viên cấp thấp của Guardian được phái đến Kazamatsuri, tại đây anh gặp Kagari lần đầu tiên. Trong một dòng thời gian, Kagari tấn công Kotarou làm anh bị trọng thương, tuy nhiên anh được cứu chữa và biến thành hình thái bán sứ ma nhờ Kotori (lúc này còn nhỏ) bằng một mảnh ruy băng của Kagari. Sự lão hóa của Kotarou cũng bị chậm lại như hệ quả tất yếu. Kotarou bị hôn mê sâu, và anh được cho uống một loại thuốc làm mất trí nhớ để xóa đi ký ức về Gaia và Guardian. Lúc anh hồi tỉnh, Kotori đã học đến sơ trung rồi, và Kotarou sau đó tốt nghiệp sơ trung cùng với Kotori. Anh lên cấp 3 rồi tham gia sinh hoạt cùng Câu lạc bộ Nghiên cứu Những điều huyền bí như đã nói, mặc dù thực ra bản thân lớn tuổi hơn khá nhiều so với các bạn của mình. Ở một dòng thời gian khác khi Kotarou bắt gặp Kagari, anh để cho cô ấy đi mà không báo cáo lại với cấp trên. Anh được điều đến những quốc gia nghèo đói và bạo loạn để tích lũy kinh nghiệm chiến đấu và dần vỡ mộng về Guardian.
Kotarou kịch liệt phản đối các chiến lược của Guardian, anh nhanh chóng trở lại Kazamatsuri và gặp Kagari một lần nữa. Cô nói với anh rằng cô phải khởi động tiến trình tái tiến hóa, nhưng vì việc này sẽ dẫn đến một thế giới chết, Kagari cần tìm ra những ký ức hạnh phúc được hình thành nhờ sự chuyển biến tích cực của sự sống trên Trái Đất, chứ không phải những ký ức bất hạnh do chiến tranh và xung đột gây nên tại nơi ấy.[f] Dù không hoàn toàn nhận thức được mọi chuyện, Kotarou đồng ý giúp Kagari và anh hành động như một điệp viên hai mang, phá hoại cơ sở, trang thiết bị và giết hại người của cả Gaia lẫn Guardian ở Kazamatsuri. Không may, nhóm thánh nữ của Gaia cưỡng ép Kagari khởi động ngay tiến trình tái tiến hóa bằng cách cất lên bài ca tận thế. Kết quả là, thảm thực vật chôn vùi toàn bộ thành phố và Kazamatsuri bị phá hủy một phần. Kotarou xâm nhập ngôi đền của Gaia hòng ngăn bài ca lại, tại đó anh cũng giao đấu và giết một con Rồng Địa cầu do các thánh nữ triệu hồi.
Kotarou dùng năng lực Rewrite tức tốc lao đến bên Kagari đang suy kiệt. Kagari bày tỏ lòng biết ơn chân thành với Kotarou vì đã cho cô thấy những ký ức hạnh phúc, và nói rằng anh đã mang lại hy vọng cho thế giới. Cuối cùng, dù vô cùng đau đớn nhưng chính tay Kotarou đã đâm chết Kagari. Hai người hôn nhau rồi hóa thành một quả cầu ánh sáng. Sự sống trên Trái Đất vẫn được tiếp tục, nhưng thế giới phải trải qua một thời kỳ băng hà, diễn ra bên ngoài Kazamatsuri. Trong thành phố, một cây cổ thụ khổng lồ sinh trưởng 500 mét trong vòng ba năm, bên trong nó là quả cầu ánh sáng hóa thân của Kotarou và Kagari. Kotori, Chihaya, Shizuru, Lucia và Akane, giờ đang học cao trung, tìm hiểu về cây cổ thụ như việc thường lệ của Câu lạc bộ Nghiên cứu Những điều huyền bí và biến Kotarou thành một sứ ma. Anh dẫn họ lên Mặt Trăng và tại đó, trong cảnh cuối, các nhân vật đứng quanh một chồi non mọc lên từ lớp regolith cằn cỗi.

## Phát triển
—Tonokawa Yūto
Rewrite là visual novel thứ chín của Key, và đây là lần đầu công ty áp dụng tỉ lệ khung hình 16:9 thay vì tỉ lệ 4:3 như các tác phẩm trước. Rewrite cũng là visual novel đầu tiên được Key sử dụng game engine Siglus của công ty mẹ Visual Art's. Hoạch định phát triển dự án dẫn dắt bởi Hinoue Itaru, kiêm chỉ đạo nghệ thuật và thiết kế nhân vật cho Rewrite. Trong thời gian Key phát triển trò chơi thứ năm của họ là Tomoyo After ~It's a Wonderful Life~ vào năm 2005, Hinoue có nhiều thì giờ rảnh rỗi hơn vì bà chỉ trợ giúp Fumio trong khâu tạo hình nhân vật, và đó là lúc Hinoue nảy ra các ý tưởng cơ bản cho Rewrite. Hinoue đã viết một bản thảo về tiền đề sơ khởi của Rewrite và trình nó lên Baba Takahiro, giám đốc Visual Art's.
Sau khi dự án được phê duyệt, Hinoue tham khảo ý kiến nhà biên kịch chính trước đây của Key là Maeda Jun về những người viết kịch bản game khác nhau có khả năng tham gia phát triển Rewrite. Tuy vậy, một trong những nhà văn Hinoue muốn góp mặt trong dự án là Tanaka Romeo, người mà bà hâm mộ sau khi chơi qua visual novel năm 2003 của FlyingShine mang tựa đề CROSS†CHANNEL, được Tanaka chấp bút. Mặc dù lúc đầu từ chối lời mời, Tanaka quyết định nhận dự án khi ông được cung cấp thời gian cần thiết để làm việc. Khi nhận dự án, Tanaka vẫn chưa biết rằng Maeda Jun đã rút khỏi vị trí biên kịch chính của Key, và ông bắt đầu chú tâm nhiều hơn khi phần việc của mình là viết sườn kịch bản cho Rewrite. Vào thời điểm đó, chỉ mới có một tác giả khác ngoài Tanaka tham gia dự án là Tonokawa Yūto của Key, người từng ghi dấu trong tác phẩm thứ sáu của công ty là Little Busters!. Tanaka được giao nhiệm vụ phác thảo toàn bộ khung kịch bản, và ngay lúc này, Baba Takahiro đề nghị rằng nên có thêm một nhân vật nữ chính nữa nhằm nâng số mạch truyện lên thành sáu, nhưng để làm điều đó họ cần thuê một nhà văn khác. Ryukishi07 của 07th Expansion, tác giả hai trò chơi nhượng quyền thương mại Higurashi no Naku Koro ni và Umineko no Naku Koro ni, đã trở thành nhà biên kịch thứ ba sau khi Baba mở lời vào cuối năm 2007 rằng Key muốn mời ông gia nhập nhóm phát triển Rewrite.
—Tanaka Romeo
Cuối cùng, Tanaka đã viết phần kịch bản dẫn đến mạch truyện các nữ chính, kịch bản của Kotori và Akane, hai phần Moon và Terra, và kịch bản phụ Oppai. Tonokawa viết các mạch truyện của Chihaya và Shizuru, còn Ryukishi07 viết câu chuyện của Lucia. Dự định ban đầu của Takana là làm cho thời lượng kịch bản Rewrite tương đương với tựa game thứ hai của Key là AIR hồi năm 2000, nhưng vì câu chuyện cứ mở rộng ra thêm, về sau ông đã cố gắng giữ cho quy mô tác phẩm ở mức gần bằng Little Busters!. Tanaka, khi được hỏi về quá trình hình thành nên những ý tưởng và kết cấu phức tạp trong Rewrite, tiết lộ rằng ông muốn mang đến tác phẩm này thật nhiều mối liên hệ với thực tế. "Bầu không khí vui nhộn và thân thiện lúc ban đầu như Little Busters!, nhưng các vấn đề nghiêm trọng, kịch tính và huyền bí luôn là mục tiêu tôi cố gắng truyền tải trong nửa sau tác phẩm," ông trả lời. Tanaka đã trao đổi nhiều lần với Ryukishi07 về khả năng ứng dụng trơn tru các lý thuyết cơ học lượng tử sau khi hoàn tất bố cục chính của tác phẩm, bởi vì ông ấn tượng với công trình đồ sộ Umineko no Naku Koro ni cùng những giả thuyết chồng chéo trong tiền đề của Ryukishi07. Về nhân vật chủ chốt Kagari, Tanaka luôn che giấu khái niệm về cô trong suốt giai đoạn lên ý tưởng, kể cả với các nhà văn khác của Key. Chi tiết về Kagari chỉ thực sự được đưa ra trong bản thảo đúc kết đầu tiên, và đó cũng là lý do cô được giới thiệu trong các đoạn quảng cáo trước công chúng rất muộn; thay vào đó Key muốn thu hút sự tập trung vào Kotori. Tanaka cảm thấy tiếc vì Kagari là mẫu nhân vật trầm lặng, trong khi Key đã mời một diễn viên xuất sắc lồng tiếng cho cô là Hanazawa Kana.
—Ryukishi07
Do Maeda Jun không tham gia sáng tác kịch bản Rewrite, Tonokawa Yūto thay thế ông giữ cho tính chất nakigē (泣きゲー) đặc hữu của Key vẫn hòa lẫn trong tác phẩm, với sự hỗ trợ của hai tác giả còn lại vốn cũng chịu ảnh hưởng nhiều từ phong cách nakigē của Maeda. Mục tiêu của Tonokawa là viết sao cho các phần kịch bản được giao phụ trách giống nhiều nhất với Kanon, tác phẩm đầu tay của Key ra đời hơn 10 năm trước, đồng nghĩa ông đã phải đưa vào đó nhiều yếu tố gây khóc dù ban đầu chưa hình thành ý định này. Tuy nhiên, ông cũng muốn thử khả năng của mình với thể loại hành động, và bản thân yếu tố này cũng xuất hiện khá thường xuyên trong thiết lập chung của tác phẩm, từ đó dẫn đến mạch truyện kịch tính của Chihaya. Trái lại, Ryukishi07 muốn mang đến một phong cách trái ngược với những gì người ta nghĩ về Key, dù còn nhiều lưỡng lự, từ đó ông tạo ra kịch bản của Lucia với bầu không khí tăm tối và tàn bạo, gắn kết với phong cách nửa sau Rewrite do Tanaka tạo dựng tiền đề.
Rewrite đánh dấu lần đầu tiên Hinoue quay trở lại làm người duy nhất chỉ đạo nghệ thuật và thiết kế nhân vật trong một trò chơi của Key kể từ sau CLANNAD, tác phẩm thứ ba của công ty. Đồng phục các nữ sinh trong tác phẩm là những bản thiết kế cũ mà Hinoue đã sáng tạo và sử dụng trong dōjinshi (tác phẩm tự xuất bản) trước đây. Đặc biệt, Hinoue đã mất rất nhiều thời gian để vẽ các nhân vật trong Rewrite, một phần bởi thiết kế phức tạp của đồng phục, và một thực tế là hầu hết nhân vật nữ đều có mái tóc dài, ngoài ra lý do còn nằm ở việc tăng tỉ lệ khung hình. Tên của nhiều nhân vật được Hinoue đặt dựa theo hoặc lấy cảm hứng từ tên các địa danh hay ga tàu ở Osaka—nơi Key tọa lạc—và vùng lân cận. Sáu nghệ sĩ đồ họa khác làm việc trong dự án Rewrite: Torino chỉ đạo vẽ cảnh nền, Shigawa Ryou tạo hình và minh họa những con quái vật, và khâu đồ họa vi tính do Na-Ga, Shinory, Mochisuke và Tayama Minimo phụ trách. Âm nhạc trong game được sáng tác bởi hai nhà soạn nhạc chủ chốt của Key là Orito Shinji và Maeda Jun, cùng với Iuchi Maiko của I've Sound, Hosoi Sōshi và Mizutsuki Ryō. Maeda cũng tham gia trong vai trò kiểm soát chất lượng trò chơi. Dựa vào thời gian cốt truyện mở ra cùng các tình tiết sự kiện đặc trưng như lễ hội gặt mùa, Rewrite được Key xếp vào tác phẩm chủ đề mùa thu, và đây cũng là visual novel cuối cùng trong bộ bốn tác phẩm lấy chủ đề theo mùa của hãng, với khởi đầu là Kanon vào mùa đông.

### Tiếp thị và phát hành
|                     | Tối thiểu                              | Khuyến nghị                            |
| Windows Nhật Bản    | Windows Nhật Bản                       | Windows Nhật Bản                       |
| ------------------- | -------------------------------------- | -------------------------------------- |
| Hệ điều hành        | Windows XP, Vista, 7 (32- hoặc 64-bit) | Windows XP, Vista, 7 (32- hoặc 64-bit) |
| CPU                 | Intel Pentium 4 2 GHz                  | Intel Core 2 Duo                       |
| RAM                 | 256 MB                                 | 512 MB                                 |
| Bộ nhớ trống        | 7.5 GB                                 | 7.5 GB                                 |
| Phần cứng đồ họa    | DirectX 9.0 128 MB                     | DirectX 9.0 256 MB                     |
| Hiển thị            | 1280 x 720 chuẩn màu 24-bit            | 1280 x 720 chuẩn màu 24-bit            |
| Phần cứng âm thanh  | DirectSound                            | DirectSound                            |
| Thiết bị đầu vào(s) | DVD-ROM, chuột, bàn phím               | DVD-ROM, chuột, bàn phím               |

Rewrite được công bố lần đầu tiên vào ngày 1 tháng 4 năm 2008, dẫn đến một cuộc tranh luận về khả năng đó là trò đùa Cá tháng 4 thay vì thật sự là thông báo về trò chơi mới của Key. Sang ngày hôm sau, blog của Key có bài đăng xác nhận rằng quá trình sản xuất Rewrite đã bắt đầu. Ngày 1 tháng 4 năm 2010, website chính thức của Rewrite tiếp tục được cập nhật với thông báo rằng sản phẩm này sẽ là một game dành cho người lớn (eroge), nhưng đó hóa ra lại chính là trò đùa Cá tháng 4. Sau đó Key tuyên bố vào tháng 2 năm 2011 rằng họ chắc chắn sẽ không sản xuất phiên bản có cảnh quan hệ tình dục của Rewrite (trước đây Key từng làm điều đó với Little Busters! qua bản mở rộng Little Busters! Ecstasy). Đến ngày 1 tháng 4 năm 2011, Key công bố một video anime với nhạc nền là ca khúc "Rewrite" được Psychic Lover thể hiện. Video do hãng White Fox sản xuất và Tanaka Motoki làm đạo diễn. Lại một lần nữa dấy lên nhiều suy đoán về ý nghĩa thật sự của động thái này, nhưng Key giải thích vào hôm sau là video và ca khúc sẽ được dùng làm đoạn phim và bài hát mở đầu thứ hai trong visual novel Rewrite.
Key đã tổ chức một sự kiện quảng bá vào ngày 8 tháng 5 năm 2011 gọi là Rewrite Fes. ở Akihabara. Trưng bày trong hội trường sự kiện là rất nhiều tác phẩm nghệ thuật thể hiện các nhân vật trong Rewrite do Hinoue minh họa, cũng như tranh vẽ nhân vật bởi nhiều họa sĩ khác nhau từng được đăng trong website chính thức của tác phẩm. Sự kiện bao gồm tiết mục biểu diễn nhạc sống của NanosizeMir và Psychic Lover, cuộc đàm thoại trên sân khấu giữa các nhân viên phát triển Rewrite và những seiyū trong game, và phần bình luận từ nhiều học giả khác nhau thể hiện trên màn chiếu. Các nhân viên gồm Tonokawa và Ryukishi07—những người bàn về kịch bản visual novel, và Orito và Hoshi trao đổi về âm nhạc trong Rewrite. Orito cũng góp một tiết mục biểu diễn bằng cây guitar điện có trang trí hình nhân vật và biểu trưng tựa đề của Rewrite. Cây guitar sau đó được bán đấu giá trên Yahoo! Auctions vào tháng 7 năm 2011 với giá chót là 405.000 yen. Những mặt hàng quảng bá có thể mua tại sự kiện bao gồm một cuốn sổ giới thiệu Rewrite, một bộ văn phòng phẩm Rewrite, một album phối lại mang tựa Deejay Busters! chứa các bản nhạc được phối từ Little Busters! và trò chơi thứ tám của Key là Kud Wafter, và một light novel của Kanon có nhan đề Kanojotachi no Kenkai (彼女たちの見解) do Shimizu Mariko sáng tác và minh họa bởi ZEN.
Một bản demo game Rewrite tương đối dài được kèm theo ấn bản giới hạn của Kud Wafter phát hành ngày 25 tháng 6 năm 2010. Bản demo thứ hai có thời lượng dài hơn ra mắt trên website chính thức của Rewrite vào ngày 26 tháng 3 năm 2011. Một chương trình kiểm chuẩn miễn phí mang tựa Chihaya Rolling có thể tải về từ website chính thức của Key từ ngày 20 tháng 8 năm 2010. Chương trình này, cũng được kèm theo bản demo phát hành trước đó, có tính năng chính là Chihaya ngã lăn xuống một ngọn núi rồi va liên tục vào các tảng đá và con chó cưng Chibi-Moth của Kotori. Mục đích của chương trình là kiểm tra xem liệu máy vi tính dùng hệ điều hành Windows có thể chơi được Rewrite hay các game khác cũng dùng game engine Siglus hay không. Nếu kết quả xếp hạng D trở lên, Rewrite có thể chạy bình thường, nhưng nếu xếp hạng E, game có thể chơi tương đối ổn trừ một vài trường hợp ngoại lệ. Từ ngày 21 tháng 4 đến 9 tháng 5 năm 2011, Visual Art's nhận đơn đặt mua hai phiên bản máy tính xách tay "Rewrite Note PC": bản thường và bản AKN có thông số kỹ thuật cao hơn; AKN là ám chỉ Akane, cũng bởi Akane sử dụng một laptop tương tự trong visual novel. Bản AKN có chữ ký ngẫu nhiên của một trong ba nhân viên: Hinoue, Orito và Tonokawa, mặc dù Visual Art's cũng bán những bản AKN không có chữ ký. Bản AKN còn chứa thêm 16 hình nền Rewrite, trong khi bản thường chỉ có 9 hình nền. Máy tính xách tay này được trang bị năm mẫu âm hệ thống khác nhau, sử dụng câu thoại từ seiyū của năm nữ chính trong Rewrite: Kotori, Chihaya, Akane, Shizuru và Lucia.
Mặc dù Rewrite ban đầu được lên kế hoạch phát hành ngày 28 tháng 4 năm 2011 (ngày mà đúng bảy năm trước CLANNAD ra đời), tác phẩm đã bị hoãn lại đến ngày 24 tháng 6 năm 2011 do ảnh hưởng từ thảm họa động đất và sóng thần tháng 3. Ấn bản giới hạn này được cài đặt bằng 2 đĩa DVD dùng PC Windows, nó còn kèm theo một sách hướng dẫn chính thức dày gần 80 trang mang tựa Rewrite of the Life, một album phối lại mang tựa Soil, một CD thu lại chương trình radio trên internet Radio Rewrite, ba thẻ nguyên mẫu từ bộ thẻ bài giao đấu Weiß Schwarz, một thẻ nguyên mẫu từ Lycèe Trading Card Game, ba hộp đĩa DVD tặng thêm, và một dây đeo điện thoại di động. Hơn hai mươi đại lý phân phối có trụ sở ở Akihabara lẫn cửa hàng trực tuyến tặng thêm sản phẩm khuyến mãi đặc biệt theo chủ đề Rewrite nếu ấn bản giới hạn này được mua qua hệ thống của họ. Các mặt hàng khuyến mãi bao gồm thẻ điện thoại, thẻ quà tặng, dây đeo điện thoại, nút cài, thảm trải bàn, áp phích, dakimakura, túi tote, thảm hoa văn và khăn trải giường. Ấn bản thông thường của Rewrite phát hành ngày 30 tháng 9 năm 2011 với một họa phẩm bìa mới. Nhờ sự thành công của trò chơi, công ty Prototype công bố ngày 29 tháng 6 năm 2013 rằng họ đã có kế hoạch đưa Rewrite lên các hệ máy console PlayStation Portable (PSP) và PlayStation Vita (PS Vita). Bản tương thích với PSP của Rewrite đã được tung ra vào ngày 17 tháng 4 năm 2014; và bản tương thích với PS Vita phát hành ngày 28 tháng 8 cùng năm. Một đĩa drama CD độc quyền được tặng kèm theo hai bản phát hành với số lượng có hạn, nó là chuyển thể của một truyện ngắn có nhan đề "Chiisana Shiawase o Motomete" (小さな幸せを求めて) trích từ light novel Official Another Story Rewrite. Vào ngày 11 tháng 2 năm 2015, phiên bản trên PlayStation 3 của tác phẩm ra đời, cũng do Prototype sản xuất.

### Fan disc vàRewrite+

Bìa Rewrite Harvest festa! dành cho người trên 15 tuổi, phát hành ngày 27 tháng 7 năm 2012 bởi Visual Art's.

Trong một cuộc phỏng vấn trước khi Rewrite phát hành, Tonokawa bày tỏ sự quan tâm đến việc mở rộng thêm cốt truyện nếu trò chơi được đón nhận tốt. Chỉ một thời gian ngắn sau khi Rewrite ra mắt, Tonokawa đến gặp Baba Takahiro trình bày kế hoạch, và giám đốc Visual Art's đã chấp thuận đề nghị sản xuất fan disc của ông. Với nhan đề Rewrite Harvest festa!, fan disc được phát triển bởi cùng dàn nhân viên của Rewrite, và phát hành ngày 27 tháng 7 năm 2012 dưới dạng ấn bản giới hạn trên PC Windows. Ấn bản kèm theo một đĩa nhạc nguyên bản trong fan disc mang tựa Feast, một CD thu lại Radio Rewrite, một tập sách nghệ thuật gốc, hai dây đeo điện thoại, và ba thẻ khuyến mãi lấy từ ba bộ thẻ bài tương ứng là Weiß Schwarz, Lycèe và Phantasmagoria. Các cửa hàng phân phối tiếp tục dành tặng những sản phẩm khuyến mãi đặc biệt cho những ai đặt mua qua mạng hoặc mua trực tiếp trò chơi tại trụ sở của họ ở Akihabara. Prototype đã phát hành phiên bản trên PS Vita của Harvest festa! vào ngày 18 tháng 5 năm 2017.
Kịch bản bao gồm những câu chuyện spin-off mở rộng cốt truyện của Rewrite, lễ hội gặt mùa của Kazamatsuri được viết mở rộng ở Harvest festa!, và các minigame xuất hiện trong quá trình chơi, giống như Rewrite. Độ dài kịch bản của Harvest festa! gần bằng với quy mô của Tomoyo After. Trong fan disc, Tanaka đã sửa chữa một số tình tiết mà ông phân vân từ tác phẩm gốc, sau khi đọc ý kiến do nhiều người hâm mộ gửi về; trong đó bao gồm bổ sung nhiều hơn yếu tố lãng mạn vào mạch truyện của Kotori. Fan disc cũng đánh dấu lần đầu tiên xuất hiện tạo hình chính thức của Inoue, một nhân vật phụ trợ khá quan trọng đã không được minh họa trong Rewrite. Tuy không phải là một eroge, Harvest festa! với tính chất dành tặng người hâm mộ của nó chứa nhiều cảnh nhạy cảm và một số họa phẩm quảng cáo rất gần với nội dung tình dục thật sự, ví dụ như một trang bìa tạp chí người lớn PUSH!! in hình Akane đang khỏa thân và thủ dâm; trò chơi được phân hạng dành cho người trên 15 tuổi khi phát hành. Không giống như Rewrite, Kotarou được lồng tiếng toàn bộ trong fan disc. Năm mẫu âm hệ thống dùng trong máy tính xách tay Rewrite được phát hành chung với fan disc, nhưng bổ sung câu thoại của Kagari do Hanazawa Kana thể hiện.
Để quảng cáo Harvest festa!, Good Smile Racing đã sản xuất phiên bản itasha (loại ô tô có in hình minh họa nhân vật theo phong cách anime) của chiếc Daihatsu Hijet Cargo 2008 dùng hình vẽ trong game để trang trí, và điều khiển nó xuyên Nhật Bản từ ngày 30 tháng 5 đến 26 tháng 7 năm 2012. Chiếc xe được đưa lên sàn đấu giá trực tuyến của Yahoo! Nhật Bản vào ngày 3 tháng 9 năm 2012 và bán được với giá chót 1.806.000 yen sau khi ra mức khởi điểm vỏn vẹn 1 yen. Cũng giống như đã tổ chức Rewrite Fes., Key mang đến một sự kiện quảng bá vào ngày 10 tháng 6 năm 2012 gọi là Rewrite Harvest festa! Fes. ở Akihabara. Sự kiện bao gồm tiết mục biểu diễn nhạc sống của NanosizeMir và Tada Aoi, cũng như cuộc đàm thoại trên sân khấu giữa Tonokawa và Orito, và các seiyū trong game; họa sĩ Hinoue góp mặt gián tiếp qua tiết mục kể chuyện bằng tranh do bà vẽ và ghi âm giọng mình trước đó.
Key phát hành một bản cập nhật Rewrite với nhan đề Rewrite+ vào ngày 29 tháng 7 năm 2016 dành cho Windows. Nó bao gồm nhiều cải tiến và kịch bản sửa đổi do Tanaka Romeo phụ trách, cùng những minh họa bổ sung chưa từng xuất hiện trong trò chơi gốc. Rewrite+ tích hợp phần nội dung tiêu biểu từng được thêm vào các phiên bản cầm tay trước, trong đó lồng tiếng đầy đủ cho hơn 500 nhân vật và có minh họa chính thức cho Inoue. Rewrite+ gói kèm theo Rewrite Harvest festa!, một album phối lại các bản nhạc trong Rewrite và Harvest festa! có nhan đề Selene, một CD thu lại Radio Rewrite, và một thẻ nguyên mẫu từ bộ thẻ bài giao đấu Weiß Schwarz. Ấn bản này còn tặng kèm một mẫu truyện ngắn có nhan đề "Fuzoroi no Mikantachi" (ふぞろいの蜜柑たち) trích từ sách hướng dẫn Rewrite of the Life từng được gói cùng với ấn bản giới hạn đầu tiên của trò chơi, do Tanaka chấp bút và Hinoue minh họa; cùng một chương đặc biệt trong manga Rewrite: Side-B của Tōjō Sakana cũng từng được in trong ấn phẩm trên. Một phiên bản trò chơi trên PlayStation 4 (PS4) dành cho Rewrite nhưng tích hợp toàn bộ tính năng của Rewrite+ được Prototype phát hành vào ngày 23 tháng 3 năm 2017, với phân giải đạt mức 1080p. Phiên bản tiếng Anh của Rewrite+ đã phát hành vào ngày 17 tháng 12 năm 2021 bởi Sekai Project trên toàn cầu thông qua nền tảng Steam. Kinh phí sản xuất phiên bản này được huy động qua một chiến dịch gọi vốn cộng đồng do Sekai Project phát động trên trang web Kickstarter, với kết quả thu được hơn 207.200 đô la Mỹ từ 2.087 người ủng hộ, vượt quá mục tiêu đề ra ban đầu là 180.000 đô la Mỹ. Sekai Project cũng sẽ phát hành bản tiếng Anh của Harvest festa!.

## Chuyển thể

### Ấn phẩm
Một chuyển thể manga minh họa bởi Tōjō Sakana với nhan đề Rewrite: Side-B bắt đầu đăng hàng tháng từ số tháng 10 năm 2010 trên tạp chí Dengeki G's Magazine của ASCII Media Works. Manga ngừng đăng từ số tháng 5 năm 2014 của tạp chí này và chuyển sang Dengeki G's Comic của cùng nhà xuất bản từ số tháng 6 năm 2014 đến số tháng 7 năm 2015. Các chương đơn trên tạp chí được tập hợp lại, và tập tankōbon đầu tiên của Side-B ra mắt ngày 27 tháng 4 năm 2011; đến ngày 27 tháng 7 năm 2015, tập thứ tám và cũng là tập cuối của loạt truyện được phát hành. Manga thứ hai, minh họa bởi Kawakami Shūichi, mang tựa Rewrite: Side-R bắt đầu đăng từ số tháng 4 năm 2011 đến số tháng 9 năm 2013 trên tạp chí Dengeki Daioh cũng do ASCII Media Works ấn hành. Tổng cộng năm tập truyện lẻ đã ra mắt từ ngày 27 tháng 6 năm 2011 đến 26 tháng 10 năm 2013. Side-B và Side-R có nghĩa là chúng phải được đọc xen kẽ như một cặp truyện. Manga thứ ba là loạt truyện hài bốn khung tranh, do Yano Miyura minh họa với tựa đề Rewrite Okaken e Yōkoso!! (Rewrite オカ研へようこそ!!), bắt đầu đăng từ số tháng 6 năm 2011 đến số tháng 4 năm 2014 của tạp chí Manga 4-koma Palette xuất bản bởi Ichijinsha. Có hai tập Okaken e Yōkoso!! được phát hành: tập đầu vào ngày 21 tháng 7 năm 2012 và tập cuối vào ngày 22 tháng 8 năm 2014. Manga thứ tư với sự minh họa của Hazuki Yayoi, mang tựa Rewrite: Okaken Blog (Rewrite ‒OKA☆KEN ぶろぐ‒), đăng thường kỳ trên Dengeki G's Festival! Comic từ cuốn thứ 20 đến cuốn thứ 29, được ASCII Media Works xuất bản từ ngày 26 tháng 10 năm 2011 đến 26 tháng 4 năm 2013. Có hai tập Okaken Blog được phát hành: tập đầu vào ngày 27 tháng 7 năm 2012 và tập cuối vào ngày 27 tháng 7 năm 2013, đúng một năm sau đó. Manga thứ năm bám sát kịch bản của chuyển thể anime truyền hình lấy nhan đề Rewrite: Side-Terra, do ZEN minh họa và bắt đầu đăng từ số tháng 11 năm 2016 đến số tháng 9 năm 2018 trên tạp chí Dengeki G's Comic. Bốn tập truyện Side-Terra đã phát hành từ ngày 27 tháng 9 năm 2016 đến 27 tháng 9 năm 2018 bởi ASCII Media Works.

Bìa artbook Rewrite Perfect Visual Book với hai nữ chính Kagari và Kotori, phát hành ngày 30 tháng 11 năm 2011.

Ngoài ra còn có các bộ hợp tuyển manga khác được ấn hành và minh họa bởi nhiều công ty và họa sĩ khác nhau. Một ấn phẩm do Taibundo xuất bản với sự minh họa của ZEN mang tựa Earth Star Comics Rewrite đã ra mắt trong tháng 9 năm 2011. Hai tập trong bộ hợp tuyển Rewrite Comic Anthology được Ichijinsha xuất bản vào tháng 9 và tháng 11 năm 2011, và tập thứ ba bổ sung phụ đề "Flower stories" sẽ ra mắt trong tháng 10 năm 2016. Enterbrain phát hành hai quyển trong tuyển tập truyện bốn khung tranh Magi-Cu 4-koma Rewrite vào tháng 12 năm 2011 và tháng 3 năm 2012. Một tuyển tập với nhan đề Rewrite Comic A La Carte: Okaken Katsudō Hōkokusho (Rewrite　コミックアラカルト オカ研活動報告書) đã xuất hiện trong tạp chí Comp Ace của Kadokawa Shoten và tankōbon duy nhất của tác phẩm phát hành trong tháng 10 năm 2011.
Một loạt bảy truyện ngắn với tựa Official Another Story Rewrite: Ha Yure Sasayaku Shōkei de (Official Another Story Rewrite -葉揺れささやく小径で-), do các nhà biên kịch của Rewrite chấp bút và minh họa bởi ZEN, đã ra mắt từ số tháng 9 năm 2011 đến tháng 3 năm 2012 của Dengeki G's Magazine. Được miêu tả là những họa truyện chính thức dành cho Rewrite, các truyện ngắn này đã tập hợp thành một tập phát hành ngày 27 tháng 7 năm 2012. Ba tập của bộ sách do nhiều tác giả biên soạn mang tựa Rewrite SSS được Harvest xuất bản từ tháng 10 năm 2011 đến tháng 1 năm 2012. Bốn quyển trong một tuyển tập light novel được Paradigm xuất bản dưới ấn hiệu VA Bunko của Visual Art's mang tựa đề Rewrite Novel Anthology đã ra mắt từ tháng 11 năm 2011 đến tháng 2 năm 2012. Một artbook dày 224 trang với nhan đề Rewrite Perfect Visual Book (Rewrite パーフェクトビジュアルブック) phát hành vào ngày 30 tháng 11 năm 2011 bởi ASCII Media Works. Quyển sách gồm những phần tóm tắt cốt truyện do các nhà văn của Rewrite thực hiện, thông tin về diễn viên lồng tiếng cho các nhân vật, những bài phỏng vấn nhóm phát triển game, và tiêu biểu là những họa phẩm cũ và mới dành cho visual novel được họa sĩ Hinoue Itaru tổng hợp cùng các bản vẽ phác thảo, bao gồm tài liệu về đoạn anime dùng làm phim mở đầu thứ hai của trò chơi.

### Radio trên internet
Một chương trình phát thanh internet quảng bá Rewrite gọi là Radio Rewrite: Gekkan Tera Kazamatsuri Gakuin Shikyoku (ラジオRewrite 月刊テラ・風祭学院支局 tạm dịch: Radio Rewrite: Nguyệt san Terra - Chi hội Học viện Kazamatsuri) đã phát sóng 70 buổi từ ngày 27 tháng 5 năm 2011 đến 28 tháng 9 năm 2012. Chương trình được phát trực tuyến vào thứ Sáu hàng tuần, do hai đài phát thanh Internet Nhật Bản là Hibiki và Onsen phối hợp sản xuất. Bộ đôi dẫn chương trình Morita Masakazu và Saitō Chiwa cũng là các diễn viên lồng tiếng cho Tennouji Kotarou và Kanbe Kotori trong trò chơi. Bảy đĩa CD biên tập toàn bộ 70 buổi phát sóng được ra mắt từ ngày 30 tháng 9 năm 2011 đến 28 tháng 8 năm 2013.
Để quảng bá cho chuyển thể anime của Rewrite, một chương trình phát thanh internet mới lấy nhan đề TV Anime Rewrite Radio: Gekkan Tera Kazamatsuri Gakuin Shikyoku (テレビアニメ「Rewrite」ラジオ 月刊テラ・風祭学院支局 tạm dịch: Anime truyền hình Radio Rewrite: Nguyệt san Terra - Chi hội Học viện Kazamatsuri) đã tiếp sóng từ ngày 3 tháng 7 năm 2016 đến ngày 19 tháng 6 năm 2017 với tổng cộng 31 buổi, cũng do Morita và Saitō dẫn dắt. Chương trình được phát trực tuyến trước vào tối Chủ Nhật hàng tuần trên nền tảng trực tiếp của Niconico, và phát chính thức vào thứ Hai bởi hai đài phát thanh Internet Hibiki và Onsen. Một CD thu âm đặc biệt ra mắt lần đầu vào ngày 12 tháng 8 năm 2016 trong sự kiện Comiket 90 và bán chính thức vào ngày 28 tháng 9 cùng năm. Hai đĩa CD biên tập toàn bộ 31 buổi phát sóng đã phát hành vào các ngày 25 tháng 1 và 11 tháng 8 năm 2017.

### Anime
Một chuyển thể anime truyền hình dài 24 tập do Tanaka Motoki (nghệ danh "Tensho") đạo diễn và hãng phim 8bit thực hiện. 13 tập phim đầu tiên phát sóng từ ngày 2 tháng 7 đến 24 tháng 9 năm 2016. Do sự đồ sộ về mặt tổng thể của tác phẩm và khó khăn trong việc tổng hòa đầy đủ các phần riêng lẽ vốn khác biệt lẫn nhau trong cốt truyện, những nhà chế tác đã xây dựng kịch bản các tập phim này theo một hướng đi mới, được giới thiệu như "mạch truyện thứ sáu" chưa từng được kể trong nguyên tác. 11 tập tiếp theo tiếp sóng từ ngày 14 tháng 1 đến 25 tháng 3 năm 2017, với kịch bản được chuyển thể từ hai phần Moon và Terra trong visual novel.
Anime được chiếu trên các kênh Tokyo MX, Gunma TV, Tochigi TV, MBS TV và BS11 cùng một số hạ tầng web khác. Bộ phim cũng được streaming trên Crunchyroll và Daisuki với phụ đề tiếng Anh, trên nền tảng video theo yêu cầu Akiba Pass với phụ đề tiếng Đức dưới sự cấp phép của Peppermint Anime, và trên Wakanim với phụ đề tiếng Pháp. Kịch bản phim do Aoshima Takashi, Takahashi Tatsuya và Ikami Takayo phụ trách với sự hợp tác của Tanaka Romeo và Kai trong quá trình biên kịch. Thiết kế nhân vật dùng trong anime do Nonaka Masayuki thể hiện dựa trên những minh họa nguyên tác của Hinoue Itaru. Tập phim đầu tiên là tập đặc biệt có thời lượng phát sóng 1 giờ, được trình chiếu trước ngày lên sóng chính thức khoảng một tuần trong một sự kiện chào mừng đặc biệt. Xê-ri được phát hành thành 13 đĩa DVD và Blu-ray biên soạn từ ngày 28 tháng 9 năm 2016 đến 27 tháng 9 năm 2017 bởi Aniplex. Crunchyroll thông báo đã cấp phép phân phối phim tại thị trường Bắc Mỹ.
Ca khúc đầu phim thứ nhất là "Philosophyz (TV animation ver.)" và ca khúc kết phim thứ nhất là "Sasayaka na Hajimari (TV animation ver.)" (ささやかなはじまり), đều do Mizutani Runa của NanosizeMir trình bày. Hai nhạc phẩm này là các bản remix của hai ca khúc chủ đề trong visual novel Rewrite và Rewrite Harvest festa! nguyên tác. Ca khúc đầu phim thứ hai là "End of the World" của Kumaki Anri và ca khúc kết phim thứ hai là "Word of Dawn" của Tada Aoi. "Tabi" (旅), một sáng tác không lời từ Maeda Jun, được sử dụng làm nhạc đầu phim trong các tập 15 và 16. Ca khúc đầu phim thứ ba là "Last Desire" do Kurosaki Maon thể hiện và ca khúc kết phim thứ ba là "Instincts" của Mizutani. Tập phim cuối cùng đã chọn "CANOE" của Tada, vốn là nhạc phẩm kết thúc trò chơi nguyên tác, làm ca khúc khép lại xê-ri. Toàn bộ phần nhạc nền và nhạc phẩm khác dùng trong anime được lấy nguyên mẫu từ hai album Rewrite Original SoundTrack và Feast.

## Âm nhạc
Rewrite có bảy ca khúc chủ đề: hai bài mở đầu và năm bài kết thúc. Bài hát mở đầu thứ nhất là "Philosophyz" được Mizutani Runa của nhóm nhạc dōjin NanosizeMir thể hiện. Bài hát mở đầu thứ hai là "Rewrite" bởi Psychic Lover. Ca khúc kết thúc đầu tiên là "Yami no Kanata e" (闇の彼方へ) của NanosizeMir, được dùng trong kịch bản của Kotori, Chihaya và Lucia. Hai bài hát kết thúc khác là "Koibumi" (恋文) và "Itsuwaranai Kimi e" (偽らない君へ), đều do Yanagi Nagi trình bày. "Koibumi" dùng trong mạch truyện của Shizuru, và "Itsuwaranai Kimi e" dành cho câu chuyện của Akane. "Itsuwaranai Kimi e" cũng là nhạc phẩm chơi nền xuất hiện trong mạch truyện của Lucia. Hai ca khúc kết thúc cuối gồm "Watari no Uta" (渡りの詩) dùng trong kịch bản Moon, và "CANOE" khép lại visual novel ở phần Terra, đều được Tada Aoi thể hiện. Hai bài hát này có giai điệu tương tự nhau và dùng chung nền với bản nhạc chủ đạo "Tabi" (旅), thường vang lên ở màn hình tiêu đề, được Maeda Jun sáng tác; "Watari no Uta" sử dụng bảy ngôn ngữ khác nhau pha trộn lại thành ca từ, gồm tiếng Nhật, Anh, Pháp, Ý, Bồ Đào Nha và Ả Rập.
Trong Rewrite Harvest festa!, ca khúc mở đầu là "Harvest" bởi Tada, và bài hát kết thúc là "Sasayaka na Hajimari" (ささやかなはじまり) của NanosizeMir. "Philosophyz", "Itsuwaranai Kimi e" và "Watari no Uta" cũng xuất hiện trong fan disc như những bản nhạc chơi nền. Tám nhân vật trong Rewrite có các nét chủ đạo thuộc thể loại nhạc nền—sáu nữ chính, Yoshino Haruhiko và Ohtori Sakuya. Bài của Kagari là "Hinagiku" (ヒナギク hoa cúc trắng); bài của Kotori là "Nirinsō" (ニリンソウ hoa nhị luân); bài của Chihaya là "Asagao" (アサガオ hoa bìm biếc); bài của Akane là "Anthurium" (アンスリウム hoa hồng môn); bài của Shizuru là "Carnation" (カーネーション hoa cẩm chướng); bài của Lucia là "Sunbright" (サンブライト hoa hướng dương); bài của Yoshino là "DIS is a Pain"; cuối cùng là bài của Sakuya có tựa đề "Sanka" (散花).
Đĩa đơn "Philosophyz" phát hành ngày 28 tháng 1 năm 2011. Đĩa này chứa phiên bản gốc, ngắn và phối khí của "Philosophyz" và "Yami no Kanata e". Đĩa đơn "Rewrite" ra mắt ngày 27 tháng 5 năm 2011. Giống như các tác phẩm trước của Key (trừ planetarian ~Chiisana Hoshi no Yume~), một album được gói kèm theo ấn bản giới hạn của trò chơi vào ngày 24 tháng 6 năm 2011 với nhan đề Soil, trong đó biên khúc mười bài nhạc nền trong game. Soundtrack nguyên bản của Rewrite ra mắt lần đầu vào ngày 12 tháng 8 năm 2011 trong sự kiện Comiket 80 với 63 nhạc phẩm; album được bán chính thức từ ngày 28 tháng 10 năm 2011. Một album biên khúc có tên Branch phát hành ngày 29 tháng 12 năm 2011 trong sự kiện Comiket 81. Soundtrack nguyên bản của Rewrite Harvest festa!, mang tựa Feast, được tặng kèm theo fan disc vào ngày 27 tháng 7 năm 2012.
Một album phối lại với nhan đề Dye Mixture dựa theo các bản nhạc của Rewrite và Harvest festa! ra mắt ngày 29 tháng 12 năm 2012 trong sự kiện Comiket 83; sau đó được bán chính thức từ ngày 28 tháng 3 năm 2014. Một album phối lại khác là Crann Mór tái thể hiện các nhạc phẩm trong Rewrite đã phát hành ngày 29 tháng 12 năm 2015 trong sự kiện Comiket 89. Đĩa đơn của Mizutani phát hành ngày 27 tháng 7 năm 2016 dành cho bộ anime lấy tựa "Philosophyz / Sasayaka na Hajimari", gồm các phiên bản gốc, ngắn và phối khí của hai ca khúc mở và kết phim đầu tiên. Album phối lại Selene phát hành kèm theo Rewrite+ vào ngày 29 tháng 7 năm 2016 tiếp tục biến tấu các bản nhạc trong Rewrite và Harvest festa!. Hai đĩa đơn dành cho anime ra mắt ngày 21 tháng 9 năm 2016: "End of the World / Hetakuso na Uta" của Kumaki Anri và "Word of Dawn / Okiraku Kyūsai" của Tada. Một album image song nhan đề Pureness Rhapsody, thể hiện bởi Shinomiya Saya và Asaki Risa, lần lượt là các diễn viên lồng tiếng cho Chihaya và Lucia, đã phát hành ngày 29 tháng 12 năm 2016 trong sự kiện Comiket 91. Hai đĩa đơn khác dành cho anime ra mắt ngày 22 tháng 3 năm 2017: "Last Desire" của Kurosaki Maon và "Instincts" của Mizutani. Mỗi đĩa đơn và album trên đều phát hành dưới nhãn Key Sounds Label, hãng thu âm của Key.

## Đón nhận

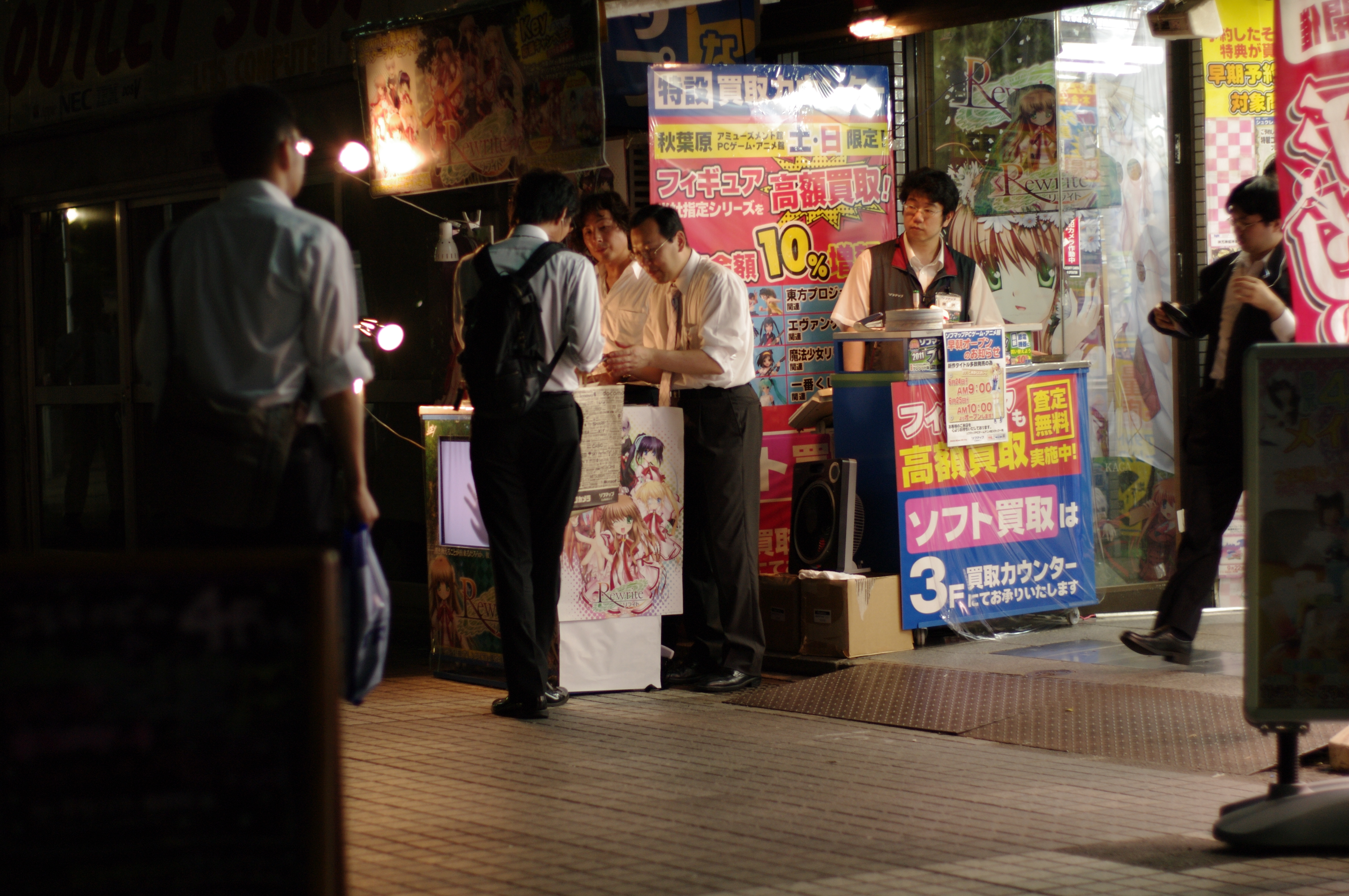
Hoạt động quảng bá Rewrite tại cửa hàng Sofmap Amusement vào ngày 24 tháng 6 năm 2011, ngày mà trò chơi được phát hành chính thức.

Trong năm 2011, Rewrite đã năm lần lọt vào tốp mười PC game đặt mua trước nhiều nhất toàn Nhật Bản. Trò chơi xếp hạng Chín trong tháng 1, hạng Tư trong tháng 2, hạng Ba trong tháng 3, và hai lần đứng đầu bảng trong tháng 4 và tháng 5. Rewrite trở thành PC game bán chạy nhất Nhật Bản vào thời điểm trò chơi ra mắt, tháng 6 năm 2011. Rewrite cũng đã hai lần nằm trong tốp 50 PC game có doanh số cao nhất Nhật Bản, xếp hạng #14 trong tháng 7 và hạng #29 trong tháng 8 năm 2011. Theo thông tin bán hàng công khai được đăng tải trên Gamasutra, lấy từ trang mua sắm trực tuyến Amazon Nhật Bản, Rewrite là PC game bán chạy nhất ngay trong ngày đầu tiên phát hành. Rewrite ra mắt như một sản phẩm bán tốt hàng đầu của Getchu.com, nhà phân phối chính yếu của các visual novel và sản phẩm anime nội địa, trong suốt tháng đầu phát hành, và rơi xuống hạng #30 trong tháng 7. Tác phẩm cũng là trò chơi bán chạy thứ tám trong nửa đầu năm 2011, và thứ 11 đến cuối năm. Năm 2012, Rewrite Harvest festa! ba lần nằm trong tốp 10 PC game đặt mua trước nhiều nhất toàn Nhật Bản. Trò chơi xếp hạng Sáu trong tháng 4, hạng Ba trong tháng 5, và hạng Nhất trong tháng 6. Harvest festa! đứng đầu bảng thành tích PC game cấp quốc gia phát hành trong tháng 7 năm 2012. Tuy nhiên đĩa BD đầu tiên của phiên bản anime Rewrite chỉ bán được 1.819 đơn vị trong tuần đầu phát hành, thấp nhất trong lịch sử anime chuyển thể từ các tác phẩm của Key.
Vào ngày tác phẩm ra mắt, hai nhà bán lẻ trò chơi điện tử ở Akihabara đã mở cửa sớm hai tiếng để bán Rewrite trước thời điểm phát hành chính thức. Trụ sở chính của Gamers đã chào đón một hàng dài 200 khách hàng từ 7 giờ sáng. Cửa hàng Sofmap Amusement mở cửa lúc 9 giờ sáng và trưng dụng hai dãy lầu của tòa nhà tám tầng để bán Rewrite: lầu năm được dùng để bán đại trà và nhận đặt mua trò chơi, còn lầu tám chỉ dành cho những ai đã đặt hàng trực tuyến Rewrite qua họ từ trước. Đến tháng 10 năm 2011, cả hai ấn bản giới hạn và thông thường của Rewrite được ghi nhận đã bán thành công hơn 110.000 bản. Phiên bản PSP năm 2014 ngay trong tuần đầu phát hành đã bán được 3.136 bản, trong khi thành tích tương ứng đối với phiên bản PS Vita là 4.246 bản. Key đã tổ chức một cuộc khảo sát nhân vật được yêu thích nhất từ ngày 15 đến 31 tháng 12 năm 2011 cho toàn bộ nhân vật đã xuất hiện trong tác phẩm, kể cả những cá thể thứ yếu nhất (như sứ ma). Mỗi vị trí trong tốp 3 nhân vật được yêu thích nhất sẽ nhận một hình nền vi tính tải về miễn phí, riêng hình nền cho nhân vật được yêu thích nhất được Hinoue Itaru minh họa mới hoàn toàn. Mỗi cá nhân tham gia khảo sát chỉ có thể bỏ phiếu một lần mỗi ngày cho ba nhân vật. Mặc dù Shizuru đứng đầu bảng trong thời gian đầu, Akane dần rút ngắn khoảng cách trong những ngày cuối. Và ngôi vị quán quân đã thuộc về Akane với 18.042 lượt bình chọn, đứng thứ hai là Shizuru với 16.839 phiếu và thứ ba là Lucia với 15.047 phiếu.

### Đánh giá
Phiên bản PSP phát hành năm 2014 được phê bình trên tạp chí chuyên về trò chơi điện tử Nhật Bản Famitsu, với số điểm tổng cộng là 30/40 (qua bốn lượt đánh giá riêng đạt các điểm 7, 8, 8 và 7). Phiên bản PS Vita của Rewrite Harvest festa! cũng được chấm điểm bởi Famitsu, với tổng điểm là 30/40 (qua bốn lượt đánh giá riêng đạt các điểm 8, 8, 7 và 7). Mặc dù tác phẩm chứa một lượng lớn văn bản, cách câu chuyện mở ra và âm nhạc được đánh giá là có thể gây nghiện. Trang đón nhận ý kiến khách hàng của Rewrite đã nhận được hơn 3.700 thư, trong đó khoảng 3.140 đánh giá tác phẩm ở hạng 4 sao trở lên (theo mức độ hài lòng từ 1 sao đến 5 sao); trong khi tỉ lệ này ở Harvest festa! là 90/110. Một số nhận xét cho rằng mạch truyện của mỗi nữ chính thiếu tính liên kết lẫn nhau, nhưng ca ngợi khả năng dẫn dắt kịch bản của các nhà văn, cũng như sự nhất quán và hợp lý giữa các yếu tố nghe nhìn. Nhà phê bình Azuma Hiroki nhận xét "Rewrite đã có được những bước đi đáng kể trong giai đoạn chuyển dịch xu hướng văn học trong văn hóa otaku." Ông đề cao những giá trị thực về nhân sinh và môi trường của tác phẩm, đặc biệt là cách mà nhà phát triển đan cài những thông điệp truyền tải bên trong "một câu chuyện có cái nhìn dễ thương, nhưng phức tạp bởi nhiều học thuyết và không thiếu phần kịch tính hay cả sự ray rứt." Kevin Mai của Kotaku nhận xét "Rewrite có một cốt truyện thú vị với thiết lập thế giới tuyệt vời và thuyết âm mưu độc đáo," nhưng cũng "có chút tham vọng quá mức." Kevin chỉ ra sự chênh lệch chất lượng trong xây dựng kịch bản của từng nhân vật nữ chính, cho rằng các mạch truyện này "thiếu những gì chúng nên có;" bù lại ông đánh giá Terra là phần truyện được viết tốt nhất trong trò chơi. Kevin đặc biệt đánh giá cao âm nhạc trong game, gọi đó là những bản nhạc tốt nhất của Key và "[một trong những soundtrack] hay nhất mà tôi từng nghe."
Nhà văn Nasu Kinoko của hãng visual novel nổi tiếng Type-Moon trong một bài phỏng vấn vào tháng 7 năm 2012 đề cập đến Rewrite như một "tựa game kinh điển không sử dụng yếu tố H" (hentai), vốn vẫn thường thấy trong các bishōjo game, và ông cho rằng đó là một xu hướng rất tốt tác động lên visual novel nhân văn thế hệ sau. Nasu cũng bày tỏ sự tiếc nuối vì "kịch bản thú vị của game còn có thể phát triển nhiều hơn nữa," và hệ thống Mappie chưa được khai thác hữu hiệu dù đó là một "chức năng tuyệt vời." Nasu—vốn cũng là một người chịu ảnh hưởng từ Key, hay đúng hơn là từ tác phẩm trước khi công ty thật sự thành lập là ONE ~Kagayaku Kisetsu e~—tỏ lời ca ngợi Key như một nhà sản xuất hàng đầu, và việc cải tổ hệ thống trò chơi như họ đã làm với Rewrite có thể khiến nhiều hãng khác trong ngành chịu ảnh hưởng theo. Tanaka Romeo chia sẻ về tác phẩm được ông viết chính rằng, các độc giả muốn có nhiều hơn những phân đoạn có thể "cướp nước mắt" họ như với những visual novel trước của Key, dù ông cảm thấy khó khăn để đưa được nhiều hơn nữa yếu tố này vào câu chuyện. Tonokawa Yūto thừa nhận rằng cái kết của Rewrite không được xây dựng để khiến người ta khóc, vì vậy mỗi người có một ấn tượng khác nhau, tuy "chắc chắn có những đoạn [cảm động đến khóc] như vậy trong các mạch truyện riêng." Tonokawa tin tưởng rằng Rewrite đã mở rộng hơn nữa khả năng của Key, vì vậy công ty có thể dễ dàng tiến đến bất cứ mục tiêu nào họ muốn trong tương lai. Ông cũng hứa hẹn rằng những tác phẩm có sự tham gia của Tanaka và Ryukishi07 có thể sẽ tiếp tục được phát triển bên cạnh các visual novel mang phong cách truyền thống của Key.

### Di sản

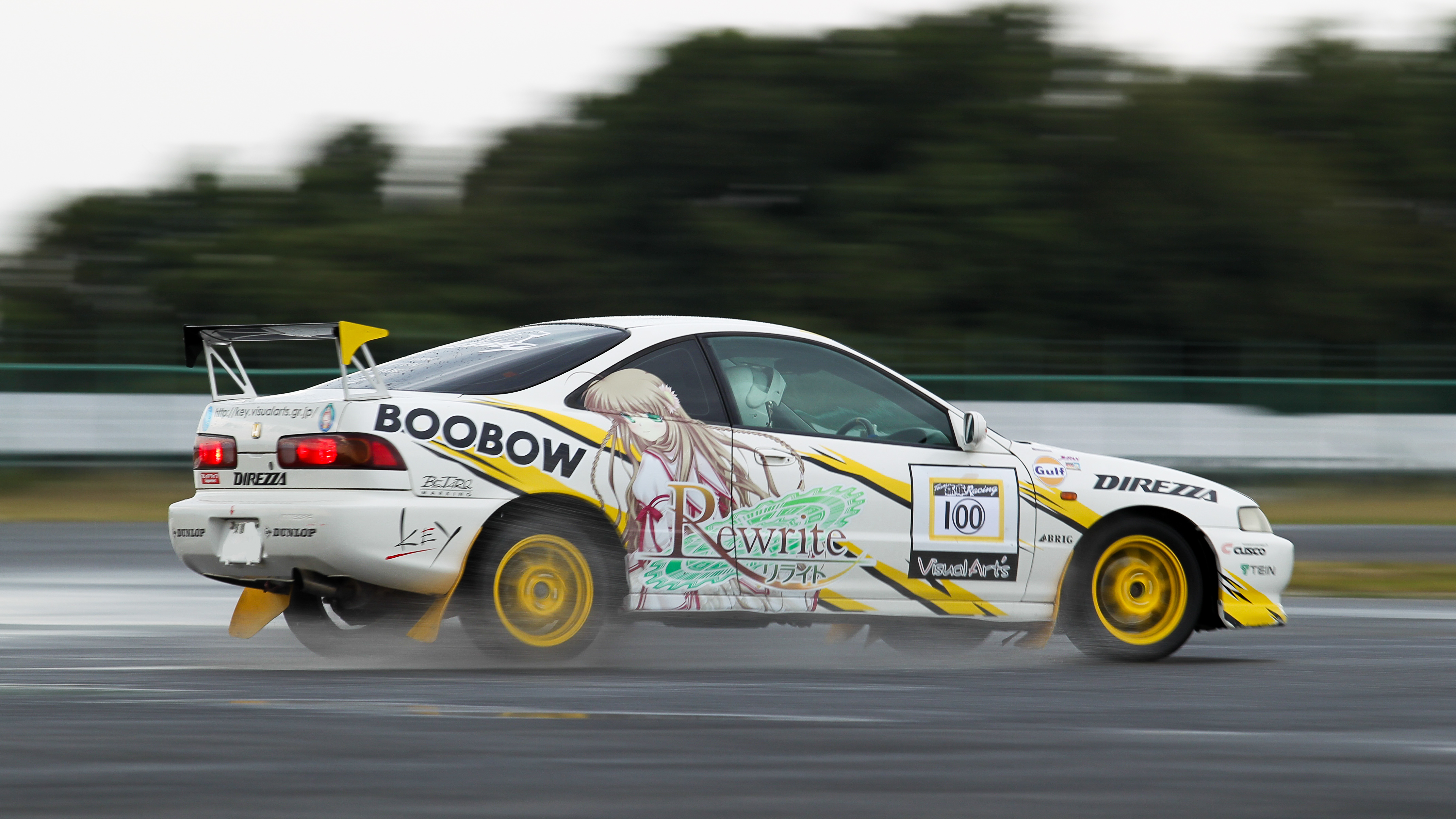
Một chiếc itasha chủ đề Rewrite với minh họa Kotori trong sự kiện Team Itasha Racing lần thứ 11 vào năm 2013.

Một ứng dụng trò chơi thiết bị di động chạy trên hệ điều hành iOS và Android gọi là Key Collection, sản xuất bởi Index Corporation và phân phối qua Mobage, đã ra mắt trong tháng 9 năm 2013. Người chơi đặt mục tiêu thu thập các thẻ bài hiếm biểu thị nhân vật từ nhiều visual novel do Key phát triển bao gồm Rewrite, bằng cách hoàn thành nhiệm vụ trong những minigame khác nhau, và lập thành một đội. Người chơi sẽ phải huấn luyện để tăng thông số cho đội hình của mình và thậm chí có thể thách đấu với những người chơi khác.
Một trò chơi xã hội thể loại nhập vai trên điện thoại di động dành cho iOS và Android mang tựa Rewrite IgnisMemoria, sản xuất bởi Team Aeca của Visual Art's, đã ra mắt ngày 6 tháng 2 năm 2017. Trò chơi có một kịch bản hoàn toàn mới với hơn 50 mạch truyện cùng một hệ thống đối kháng theo lượt. Đội hình chiến đấu gồm ba trong số sáu nhân vật chính, tùy theo ý muốn của người chơi. Sức mạnh của nhân vật được tăng cường nhờ những thẻ bài thu thập qua một hệ thống gacha ngẫu nhiên. Người chơi có thể tự do tùy biến phòng sinh hoạt của Câu lạc bộ Nghiên cứu Những điều huyền bí và khu rừng của Kotori, nơi các nhân vật hiện diện, như một căn cứ. Ca khúc chủ đề của trò chơi là "Ignis Memory" do Kurosaki Maon thể hiện. Trò chơi chấm dứt dịch vụ vào ngày 31 tháng 12 năm 2017.
Phần đầu tiên của một visual novel trên Windows, lấy nhan đề Okaken Katsudō Kiroku Gaiden (オカ研活動記録外伝 tạm dịch: Bên lề nhật ký hoạt động của Câu lạc bộ Huyền bí), phát hành kèm trong hộp đĩa DVD và Blu-ray biên soạn thứ tư của bộ anime Rewrite vào ngày 21 tháng 12 năm 2016. Phần thứ hai cũng là phần cuối của visual novel này phát hành kèm trong hộp đĩa DVD và Blu-ray biên soạn thứ tám vào ngày 26 tháng 4 năm 2017. Một visual novel trên Windows khác, đóng vai trò như cái kết sau cùng của tác phẩm, lấy nhan đề Cradles Tale, phát hành kèm trong hộp đĩa DVD và Blu-ray biên soạn thứ 13 vào ngày 27 tháng 9 năm 2017. Okaken Katsudō Kiroku Gaiden do Ryukishi07 viết kịch bản, còn Cradles Tale viết bởi Tanaka Romeo; cả hai trò chơi đều được Visual Art's sản xuất.